# Монгуш, Борис Чолдак-Хунаевич
Борис Чолдак-Хунаевич Монгуш  (род. 19 июня 1959) — Заслуженный артист Российской Федерации (1994). Народный хоомейжи Республики Тыва (2003).

## Биография
Родился 19 июня 1959 года в селе Ийме Дзун-Хемчикского района Тувинской автономной области. В 14 лет начал работать в бригаде трактористом совхоза. Без отрыва от производства он окончил вечернюю школу в селе Ийме. В начале творческого пути он пел текст из репертуара Максима Дакпая, известного в то время на всю Туву. Позже сам начал сочинять слова на мелодии тувинских частушек. Научился играть на балалайке, дошпулууре, игиле. Монгуш Борис — активный участник разных конкурсов и смотров (1972-1973). Со своими земляками создали ансамбль «Сесегенин ыраажызы» (1977). В 1975 году он начал работать в ансамбле «Саяны» в качестве солиста-хоомейжи. С тех пор его стаж работы на профессиональной сцене составляет 25 лет. В 1998 году принимал участие в современном проекте голландского режиссёра, в опере «Ной». С 2001 года он начал работать по совместительству в школе гимназии № 9 города Кызыла, художественным руководителем ансамбля «Амырга».

## Творчество
Отец Монгуш Бориса — талантливый носитель музыкального фольклора Чолдак-Хуна Чаламович. Он не только исполнял хоомей-сыгыт, но и играл на музыкальных инструментах. Вечерами Борис слушал отца, и запоминал, повторял его горловое пение на пастбищах Кегээн-Булака. В местечке Сооскенниг, 8-летний Борис начал для родных и знакомых.

## Награды и звания
- Заслуженный артист Тувинской АССР (1984)
- Заслуженный артист Российской Федерации (28 октября 1994 года) — за заслуги в области искусства[2]
- Народный хоомейжи Республики Тыва (2003)[3]